# Transformers (série de films)
Pour les articles homonymes, voir Transformers (homonymie).
 Pour plus de détails, voir Fiche technique et Distribution
Transformers est une série de films américains inspirée des jouets du même nom de la marque Hasbro. Distribuée par Paramount Pictures et DreamWorks SKG, elle se compose de sept films : Transformers (2007), Transformers 2 : La Revanche (2009), Transformers 3 : La Face cachée de la Lune (2011), Transformers : L'Âge de l'extinction (2014), Transformers: The Last Knight (2017), Bumblebee (2018) et Transformers: Rise of the Beasts (2023).
Michael Bay réalise les cinq premiers films, Travis Knight se charge de la mise en scène du spin-off Bumblebee et Steven Caple Jr. réalise Transformers: Rise of the Beasts.

## Synopsis

### Saga des films de Michael Bay
Transformers (2007)
Des robots transformables, les Decepticons, apparaissent sur Terre. Ils veulent retrouver l'énergie AllSpark, qui donne vie à n'importe quel objet électronique ou mécanique et lever une armée pour dominer l'Univers. Mais sur leur route se dressera Sam Witwicky et les Autobots d'Optimus Prime prêt à tout pour défendre la Terre de Mégatron, chef des Decepticons.
Transformers 2 : La Revanche (2009)
Les Decepticons préparent leur revanche en revenant sur Terre pour ressusciter Megatron et trouver une nouvelle arme, afin de contrôler l'Univers. Sam Witwicky est de nouveau impliqué dans cette guerre, car lui seul sait où se trouve cette arme cachée par les sept Prime, ancêtres d'Optimus Prime. Le Fallen, le fondateur des Decepticons, Megatron, Starscream et les Decepticons s'engagent alors dans une bataille contre les Autobots.
Transformers 3 : La Face cachée de la Lune (2011)
Un événement mystérieux lié à notre passé éclate au grand jour. C’est la guerre qui menace aujourd’hui notre Terre ; une guerre d’une telle ampleur que l’aide des Autobots et de Sam Witwicky pourrait, cette fois-ci, ne pas suffire à nous sauver, à cause de Sentinel Prime, le traître Autobot.
Transformers : L'Âge de l'extinction (2014)
Alors que les humains pansent leurs plaies de Chicago, les restants Autobots sont traqués et tués par une nouvelle unité, afin de créer des prototypes dans une entreprise avancée. Un puissant chasseur de primes Transformer neutre, Lockdown, s'allie avec la CIA pour traquer Optimus, afin de le livrer aux inconnus créateurs de leur espèce. Cade Yeager, un ingénieur Texan et sa famille ainsi que les guerriers Dinobots, seront leurs aides pour les Autobots à vaincre l'armée de Galvatron, la réincarnation de Megatron.
Transformers: The Last Knight (2017)
Pendant l'absence d'Optimus à la recherche des créateurs, les Autobots percent les légendes à l'époque Arthurienne à la recherche d'un nouvel artefact. Optimus devient désormais le pire ennemi, car celui-ci se donne pour mission de sauver Cybertron en tuant la Terre, aussi nommée Unicron. Cade, le dernier chevalier, et les Autobots devront à nouveaux s'allier avec les humains pour combattre les redoutables Decepticons ainsi que Quintessa, la déesse folle.

### Reboot
Bumblebee (2018)
Après que Cybertron soit tombé entre les mains des Decepticons, les Autobots sont obligés de se replier et se disperser. Optimus Prime envoie son éclaireur B-127 sur Terre, une planète reculée, pour qu'il y établisse une base et la protège jusqu'à son arrivée. Arrivé sur Terre et après une altercation avec Blitzwing qui lui détruit son synthétiseur vocal et endommage sa mémoire, B-127 se désactive. En 1987, il est réveillé par la jeune Charlie Watson qui le rebaptise Bumblebee et vont se retrouver face aux deux Decepticons Shatter et Dropkick, lancés à la recherche d'Optimus Prime.
Transformers: Rise of the Beasts (2023)
En 1994, les Autobots, qui s'acclimatent à la Terre, se retrouvent à affronter un nouveau groupe d'ennemis, les Terrorcons, dirigés par leur chef Scourge. Ils font également la rencontre des Maximals, des Transformers se changeant en animaux, avec qui ils vont devoir s'allier pour affronter les Terrorcons ainsi qu'une menace encore plus grande : Unicron.

## Fiche technique
| Équipe technique              | Films                   | Films                               | Films                                             | Films                                       | Films                                | Films                   | Films                                   | Films                                 |
| Équipe technique              | Transformers (2007)     | Transformers 2 : La Revanche (2009) | Transformers 3 : La Face cachée de la Lune (2011) | Transformers : L'Âge de l'extinction (2014) | Transformers: The Last Knight (2017) | Bumblebee (2018)        | Transformers: Rise of the Beasts (2023) | Transformers : Le Commencement (2024) |
| ----------------------------- | ----------------------- | ----------------------------------- | ------------------------------------------------- | ------------------------------------------- | ------------------------------------ | ----------------------- | --------------------------------------- | ------------------------------------- |
| Réalisateurs                  | Michael Bay             | Michael Bay                         | Michael Bay                                       | Michael Bay                                 | Michael Bay                          | Travis Knight           | Steven Caple Jr.                        | Josh Cooley                           |
| Scénaristes                   | Alex Kurtzman           | Alex Kurtzman                       |                                                   |                                             | Akiva Goldsman                       | Christina Hodson        | Darnell Metayer                         | Andrew Barrer                         |
| Scénaristes                   | John Rogers             | Ehren Kruger                        | Ehren Kruger                                      | Ehren Kruger                                | Art Marcum                           |                         | Josh Peters                             | Gabriel Ferrari                       |
| Scénaristes                   | Roberto Orci            | Roberto Orci                        |                                                   |                                             | Matt Holloway                        |                         |                                         | Steve Desmond                         |
| Scénaristes                   |                         |                                     |                                                   | Ken Nolan (en)                              |                                      |                         |                                         |                                       |
| Directeurs de la photographie | Mitchell Amundsen       | Ben Seresin                         | Amir M. Mokri                                     | Amir M. Mokri                               | Jonathan Sela                        | Enrique Chediak (en)    | NC                                      |                                       |
| Monteurs                      | Tom Muldoon             | Tom Muldoon                         |                                                   |                                             | Mark Sanger                          |                         |                                         | Lynn Hobson                           |
| Monteurs                      | Paul Rubell             | Paul Rubell                         | William Goldenberg                                | William Goldenberg                          | John Refoua                          | Paul Rubell             |                                         |                                       |
| Monteurs                      | Glen Scantlebury        | Roger Barton                        | Roger Barton                                      |                                             | Roger Barton                         |                         |                                         |                                       |
| Monteurs                      |                         | Joel Negron                         | Joel Negron                                       |                                             | Adam Gerstel                         |                         |                                         |                                       |
| Compositeurs                  | Steve Jablonsky         | Steve Jablonsky                     | Steve Jablonsky                                   | Steve Jablonsky                             | Steve Jablonsky                      | Dario Marianelli        | Jongnic Bontemps                        | Brian Tyler                           |
| Producteurs                   | Ian Bryce               | Ian Bryce                           | Ian Bryce                                         | Ian Bryce                                   | Ian Bryce                            | Ian Bryce               | Ian Bryce                               | Aaron Dem                             |
| Producteurs                   | Tom DeSanto             |                                     |                                                   |                                             |                                      |                         |                                         |                                       |
| Producteurs                   | Lorenzo di Bonaventura  |                                     |                                                   |                                             |                                      |                         |                                         |                                       |
| Producteurs                   | Michael Bay             |                                     |                                                   |                                             |                                      |                         |                                         |                                       |
| Producteurs                   | Steven Spielberg        | Steven Spielberg                    | Steven Spielberg                                  | Steven Spielberg                            | Steven Spielberg                     | Steven Spielberg        | David Ellison                           | Mark Vahradian                        |
| Producteurs                   | Don Murphy              |                                     |                                                   |                                             |                                      |                         |                                         |                                       |
| Producteurs                   |                         | Mark Vahradian (en)                 | Michelle McGonagle                                |                                             | Akiva Goldsman                       |                         |                                         |                                       |
| Sociétés de production        | Hasbro                  | Hasbro                              | Hasbro                                            | Hasbro                                      | Hasbro                               | Hasbro                  | Hasbro                                  | Hasbro                                |
| Sociétés de production        | DreamWorks SKG          |                                     |                                                   |                                             |                                      |                         |                                         |                                       |
| Sociétés de production        | Di Bonaventura Pictures |                                     |                                                   |                                             |                                      |                         |                                         |                                       |
| Sociétés de production        | Bay Films               |                                     |                                                   |                                             |                                      |                         |                                         |                                       |
| Sociétés de production        |                         |                                     |                                                   | China Movie Channels                        |                                      | Tencent Pictures        |                                         |                                       |
| Sociétés de production        |                         |                                     |                                                   | Jiaflix Entreprises                         |                                      |                         | Entertainment One                       |                                       |
| Société de distribution       | Paramount Pictures      | Paramount Pictures                  | Paramount Pictures                                | Paramount Pictures                          | Paramount Pictures                   | Paramount Pictures      | Paramount Pictures                      | Paramount Pictures                    |
| Budget                        | 150 000 000 $           | 200 000 000 $                       | 195 000 000 $                                     | 210 000 000 $                               | 260 000 000 $                        | 135 000 000 $           | NC                                      | 75 000 000 -147 000 000 $             |
| Durée                         | 143 minutes             | 140 minutes                         | 154 minutes                                       | 165 minutes                                 | 149 minutes                          | 114 minutes             | 127 minutes                             | 104 minutes                           |
| Langues originales            | anglais                 | anglais                             | anglais                                           | anglais                                     | anglais                              | anglais                 | anglais                                 | anglais                               |
| Langues originales            | espagnol                | espagnol                            | espagnol                                          | chinois                                     | français                             |                         |                                         |                                       |
| Langues originales            |                         | français                            | russe                                             |                                             | allemand                             |                         |                                         |                                       |
| Langues originales            | arabe                   |                                     |                                                   |                                             |                                      |                         |                                         |                                       |
| Langues originales            |                         | allemand                            |                                                   |                                             |                                      |                         |                                         |                                       |
| Dates de sortie France        | 25 juillet 2007         | 24 juin 2009                        | 29 juin 2011                                      | 16 juillet 2014                             | 28 juin 2017                         | 26 décembre 2018        | 7 juin 2023                             | 23 octobre 2024                       |
| Dates de sortie États-Unis    | 4 juillet 2007          | 24 juin 2009                        | 29 juin 2011                                      | 27 juin 2014                                | 21 juin 2017                         | 21 décembre 2018        | 9 juin 2023                             | 20 septembre 2024                     |
| Pays d'origine                | États-Unis              | États-Unis                          | États-Unis                                        | États-Unis                                  | États-Unis                           | États-Unis              | États-Unis                              | États-Unis                            |
| Pays d'origine                |                         |                                     |                                                   | Chine                                       | Chine                                |                         |                                         |                                       |
| Pays d'origine                |                         |                                     |                                                   | Hong Kong                                   | Canada                               |                         |                                         |                                       |
| Genres                        | action, science-fiction | action, science-fiction             | action, science-fiction                           | action, science-fiction                     | action, science-fiction              | action, science-fiction | action, science-fiction                 |                                       |

## Distribution
| Personnages                     | Films               | Films                               | Films                                             | Films                                       | Films                                | Films               | Films                                   | Films                                 |
| Personnages                     | Transformers (2007) | Transformers 2 : La Revanche (2009) | Transformers 3 : La Face cachée de la Lune (2011) | Transformers : L'Âge de l'extinction (2014) | Transformers: The Last Knight (2017) | Bumblebee (2018)    | Transformers: Rise of the Beasts (2023) | Transformers : Le Commencement (2024) |
| Autobots                        | Autobots            | Autobots                            | Autobots                                          | Autobots                                    | Autobots                             | Autobots            | Autobots                                | Autobots                              |
| ------------------------------- | ------------------- | ----------------------------------- | ------------------------------------------------- | ------------------------------------------- | ------------------------------------ | ------------------- | --------------------------------------- | ------------------------------------- |
| Optimus Prime                   | Peter Cullen        | Peter Cullen                        | Peter Cullen                                      | Peter Cullen                                | Peter Cullen                         | Peter Cullen        | Peter Cullen                            | Chris Hemsworth                       |
| Bumblebee                       | Mark Ryan           | bruitages uniquement                | bruitages uniquement                              | bruitages uniquement                        | Erik Aadahl                          | Dylan O'Brien       | NC                                      | Keegan-Michael Key                    |
| Ironhide                        | Jess Harnell        | Jess Harnell                        | Jess Harnell                                      |                                             |                                      | aucune voix         |                                         |                                       |
| Ratchet                         | Robert Foxworth     | Robert Foxworth                     | Robert Foxworth                                   | Robert Foxworth                             |                                      | Dennis Singletary   |                                         |                                       |
| Jazz                            | Darius McCrary      |                                     |                                                   |                                             |                                      |                     |                                         | Evan Michael Lee                      |
| Sentinel Prime                  |                     |                                     | Leonard Nimoy                                     |                                             |                                      |                     |                                         | Jon Hamm                              |
| Sideswipe                       |                     | André Sogliuzzo                     | James Remar                                       |                                             |                                      |                     |                                         |                                       |
| Skids                           |                     | Tom Kenny                           | caméo                                             | caméo                                       |                                      |                     |                                         |                                       |
| Mudflap                         |                     | Reno Wilson                         | caméo                                             |                                             |                                      |                     |                                         |                                       |
| Wheelie                         |                     | Tom Kenny                           | Tom Kenny                                         |                                             | Tom Kenny                            |                     |                                         |                                       |
| Arcee                           |                     | Grey Griffin                        |                                                   |                                             |                                      | Grey Griffin        |                                         |                                       |
| Chromia                         |                     | Grey Griffin                        |                                                   |                                             |                                      |                     |                                         |                                       |
| Elita-One                       |                     | Grey Griffin                        |                                                   |                                             |                                      |                     |                                         | Scarlett Johansson                    |
| Jetfire                         |                     | Mark Ryan                           |                                                   |                                             |                                      |                     |                                         |                                       |
| Wheeljack                       |                     |                                     | George Coe                                        |                                             |                                      | Steve Blum          |                                         |                                       |
| Topspin                         |                     |                                     | pas de doubleur                                   |                                             | Steven Barr                          |                     |                                         |                                       |
| Brains                          |                     |                                     | Reno Wilson                                       | Reno Wilson                                 |                                      |                     |                                         |                                       |
| Leadfoot                        |                     |                                     | John DiMaggio                                     |                                             |                                      |                     |                                         |                                       |
| Mirage                          |                     |                                     | Francesco Quinn                                   |                                             |                                      |                     | Pete Davidson                           |                                       |
| Roadbuster                      |                     |                                     | Ron Bottitta                                      |                                             |                                      |                     |                                         |                                       |
| Hound                           |                     |                                     |                                                   | John Goodman                                | John Goodman                         |                     |                                         |                                       |
| Crosshairs                      |                     |                                     |                                                   | John DiMaggio                               | John DiMaggio                        |                     |                                         |                                       |
| Drift                           |                     |                                     |                                                   | Ken Watanabe                                | Ken Watanabe                         |                     |                                         |                                       |
| Hot Rod                         |                     |                                     |                                                   |                                             | Omar Sy                              |                     |                                         |                                       |
| Sqweeks                         |                     |                                     |                                                   |                                             | Reno Wilson                          |                     |                                         |                                       |
| Cogman                          |                     |                                     |                                                   |                                             | Jim Carter                           |                     |                                         |                                       |
| Canopy                          |                     |                                     |                                                   |                                             | Frank Welker                         |                     |                                         |                                       |
| Daytrader                       |                     |                                     |                                                   |                                             | Steve Buscemi                        |                     |                                         |                                       |
| Cliffjumper                     |                     |                                     |                                                   |                                             |                                      | Andrew Morgado      |                                         |                                       |
| Brawn                           |                     |                                     |                                                   |                                             |                                      | Kirk Baily          |                                         |                                       |
| Alpha Trion                     |                     |                                     |                                                   |                                             |                                      |                     |                                         | Laurence Fishburne                    |
| Decepticons                     |                     |                                     |                                                   |                                             |                                      |                     |                                         |                                       |
| Mégatron Galvatron              | Hugo Weaving        | Hugo Weaving                        | Hugo Weaving                                      | Frank Welker                                | Frank Welker                         |                     |                                         | Brian Tyree Henry                     |
| Starscream                      | Charlie Adler       | Charlie Adler                       | Charlie Adler                                     |                                             | caméo                                | pas de doubleur     |                                         | Steve Buscemi                         |
| Barricade                       | Jess Harnell        |                                     | Frank Welker                                      | images d'archives                           | Jess Harnell                         |                     |                                         |                                       |
| Frenzy                          | Reno Wilson         |                                     |                                                   |                                             |                                      |                     |                                         |                                       |
| Bonecrusher                     | Jim Wood            |                                     |                                                   |                                             |                                      |                     |                                         |                                       |
| The Fallen                      |                     | Tony Todd                           |                                                   |                                             |                                      |                     |                                         |                                       |
| Demolishor                      |                     | Calvin Wimmer                       |                                                   |                                             |                                      |                     |                                         |                                       |
| The Doctor                      |                     | John Di Crosta                      |                                                   |                                             |                                      |                     |                                         |                                       |
| Devastator                      |                     | Frank Welker                        |                                                   |                                             |                                      |                     |                                         |                                       |
| Reedman                         |                     | Frank Welker                        |                                                   |                                             |                                      |                     |                                         |                                       |
| Ravage                          |                     | Frank Welker                        |                                                   |                                             |                                      | pas de doubleur     |                                         |                                       |
| Grindor                         |                     | Frank Welker                        |                                                   |                                             |                                      |                     |                                         |                                       |
| Rampage                         |                     | Kevin Michael Richardson            |                                                   |                                             |                                      |                     |                                         |                                       |
| Alice                           |                     | Isabel Lucas                        |                                                   |                                             |                                      |                     |                                         |                                       |
| Soundwave (en)                  |                     | Frank Welker                        | Frank Welker                                      |                                             |                                      | Jon Bailey          |                                         | Jon Bailey                            |
| Shockwave                       |                     |                                     | Frank Welker                                      |                                             |                                      | Jon Bailey          |                                         | Jason Konopisos-Alvarez               |
| Laserbeak                       |                     |                                     | Keith Szarabajka                                  |                                             |                                      |                     |                                         |                                       |
| Igor                            |                     |                                     | Greg Berg                                         |                                             |                                      |                     |                                         |                                       |
| Onslaught                       |                     |                                     |                                                   |                                             | John DiMaggio                        |                     |                                         |                                       |
| Nitro Zeus                      |                     |                                     |                                                   |                                             | John DiMaggio                        |                     |                                         |                                       |
| Mohawk                          |                     |                                     |                                                   |                                             | Reno Wilson                          |                     |                                         |                                       |
| Berserker                       |                     |                                     |                                                   |                                             | Steven Barr                          |                     |                                         |                                       |
| Shatter                         |                     |                                     |                                                   |                                             |                                      | Angela Bassett      |                                         |                                       |
| Dropkick                        |                     |                                     |                                                   |                                             |                                      | Justin Theroux      |                                         |                                       |
| Blitzwing                       |                     |                                     |                                                   |                                             |                                      | David Sobolov       |                                         |                                       |
| Humains                         |                     |                                     |                                                   |                                             |                                      |                     |                                         |                                       |
| Sam Witwicky                    | Shia LaBeouf        | Shia LaBeouf                        | Shia LaBeouf                                      |                                             | caméo photo                          |                     |                                         |                                       |
| Seymour Simmons                 | John Turturro       | John Turturro                       | John Turturro                                     |                                             | John Turturro                        | Nick Pilla          |                                         |                                       |
| Colonel/général Sharp Morshower | Glenn Morshower     | Glenn Morshower                     | Glenn Morshower                                   |                                             | Glenn Morshower                      |                     |                                         |                                       |
| William Lennox                  | Josh Duhamel        | Josh Duhamel                        | Josh Duhamel                                      |                                             | Josh Duhamel                         |                     |                                         |                                       |
| Robert Epps                     | Tyrese Gibson       | Tyrese Gibson                       | Tyrese Gibson                                     |                                             |                                      |                     |                                         |                                       |
| Ron Witwicky                    | Kevin Dunn          | Kevin Dunn                          | Kevin Dunn                                        |                                             |                                      |                     |                                         |                                       |
| Judy Witwicky                   | Julie White         | Julie White                         | Julie White                                       |                                             |                                      |                     |                                         |                                       |
| Mikaela Banes                   | Megan Fox           | Megan Fox                           |                                                   |                                             |                                      |                     |                                         |                                       |
| Bobby Bolivia                   | Bernie Mac          |                                     |                                                   |                                             |                                      |                     |                                         |                                       |
| Maggie Madsen                   | Rachael Taylor      |                                     |                                                   |                                             |                                      |                     |                                         |                                       |
| Glen Whitmann                   | Anthony Anderson    |                                     |                                                   |                                             |                                      |                     |                                         |                                       |
| John Keller                     | Jon Voight          |                                     |                                                   |                                             |                                      |                     |                                         |                                       |
| Tom Banachek                    | Michael O'Neill     |                                     |                                                   |                                             |                                      |                     |                                         |                                       |
| Jorge Figueroa                  | Amaury Nolasco      |                                     |                                                   |                                             |                                      |                     |                                         |                                       |
| Patrick Donnelly                | Zack Ward           |                                     |                                                   |                                             |                                      |                     |                                         |                                       |
| Archibald Witwicky              | W. Morgan Sheppard  |                                     |                                                   |                                             |                                      |                     |                                         |                                       |
| Miles Lancaster                 | John Robinson       |                                     |                                                   |                                             |                                      |                     |                                         |                                       |
| Carly Spencer                   |                     |                                     | Rosie Huntington-Whiteley                         |                                             |                                      |                     |                                         |                                       |
| Dylan Gould                     |                     |                                     | Patrick Dempsey                                   |                                             |                                      |                     |                                         |                                       |
| Bruce Brazos                    |                     |                                     | John Malkovich                                    |                                             |                                      |                     |                                         |                                       |
| Charlotte Mearing               |                     |                                     | Frances McDormand                                 |                                             |                                      |                     |                                         |                                       |
| Dutch                           |                     |                                     | Alan Tudyk                                        |                                             |                                      |                     |                                         |                                       |
| Dimitri                         |                     |                                     | Elya Baskin                                       |                                             |                                      |                     |                                         |                                       |
| Neil Armstrong                  |                     |                                     | Don Jeanes                                        |                                             |                                      |                     |                                         |                                       |
| Cade Yeager                     |                     |                                     |                                                   | Mark Wahlberg                               | Mark Wahlberg                        |                     |                                         |                                       |
| Joshua Joyce                    |                     |                                     |                                                   | Stanley Tucci                               |                                      |                     |                                         |                                       |
| Merlin                          |                     |                                     |                                                   |                                             | Stanley Tucci                        |                     |                                         |                                       |
| Tessa Yeager                    |                     |                                     |                                                   | Nicola Peltz                                | Nicola Peltz (caméo vocal)           |                     |                                         |                                       |
| Shane Dyson                     |                     |                                     |                                                   | Jack Reynor                                 |                                      |                     |                                         |                                       |
| Harold Attinger                 |                     |                                     |                                                   | Kelsey Grammer                              |                                      |                     |                                         |                                       |
| James Savoy                     |                     |                                     |                                                   | Titus Welliver                              |                                      |                     |                                         |                                       |
| Viviane Wembley                 |                     |                                     |                                                   |                                             | Laura Haddock                        |                     |                                         |                                       |
| Sir Edmund Burton               |                     |                                     |                                                   |                                             | Anthony Hopkins                      |                     |                                         |                                       |
| Charlie Watson                  |                     |                                     |                                                   |                                             |                                      | Hailee Steinfeld    |                                         |                                       |
| Guillermo "Memo" Gutierrez      |                     |                                     |                                                   |                                             |                                      | Jorge Lendeborg Jr. |                                         |                                       |
| Jack Burns                      |                     |                                     |                                                   |                                             |                                      | John Cena           |                                         |                                       |
| Otis Watson                     |                     |                                     |                                                   |                                             |                                      | Jason Drucker       |                                         |                                       |
| Sally Watson                    |                     |                                     |                                                   |                                             |                                      | Pamela Adlon        |                                         |                                       |
| Dr Powell                       |                     |                                     |                                                   |                                             |                                      | John Ortiz          |                                         |                                       |
| Noah                            |                     |                                     |                                                   |                                             |                                      |                     | Anthony Ramos                           |                                       |
| Elena                           |                     |                                     |                                                   |                                             |                                      |                     | Dominique Fishback                      |                                       |
| la mère de Noah                 |                     |                                     |                                                   |                                             |                                      |                     | Lauren Vélez                            |                                       |

## Accueil

### Critique
| Films                                      | Rotten Tomatoes     | Metacritic            | Allociné             |
| ------------------------------------------ | ------------------- | --------------------- | -------------------- |
| Transformers                               | 57% (229 critiques) | 61⁄100 (35 critiques) | 2,5⁄5 (22 critiques) |
| Transformers 2 : La Revanche               | 20% (250 critiques) | 35⁄100 (32 critiques) | 2,2⁄5 (20 critiques) |
| Transformers 3 : La Face cachée de la Lune | 35% (266 critiques) | 42⁄100 (37 critiques) | 2,4⁄5 (22 critiques) |
| Transformers : L'Âge de l'extinction       | 18% (216 critiques) | 32⁄100 (38 critiques) | 2,7⁄5 (28 critiques) |
| Transformers: The Last Knight              | 16% (258 critiques) | 27⁄100 (47 critiques) | 2,3⁄5 (18 critiques) |
| Bumblebee                                  | 91% (249 critiques) | 66⁄100 (39 critiques) | 3,2⁄5 (23 critiques) |
| Transformers: Rise of the Beasts           | 52% (232 critiques) | 42⁄100 (51 critiques) | 2,7⁄5 (19 critiques) |
| Transformers : Le Commencement             | 89% (159 critiques) | 64⁄100 (29 critiques) | 3,3⁄5 (21 critiques) |

### Box-office
| Films                                             | Budget          | Box-office France  | Box-office États-Unis | Box-office Monde |
| ------------------------------------------------- | --------------- | ------------------ | --------------------- | ---------------- |
| Transformers (2007)                               | 150 000 000 $   | 1 956 560 entrées  | 319 246 193 $         | 709 709 780 $    |
| Transformers 2 : La Revanche (2009)               | 200 000 000 $   | 2 276 748 entrées  | 402 111 870 $         | 836 303 693 $    |
| Transformers 3 : La Face cachée de la Lune (2011) | 195 000 000 $   | 2 622 932 entrées  | 352 390 543 $         | 1 123 794 079 $  |
| Transformers : L'Âge de l'extinction (2014)       | 210 000 000 $   | 2 343 189 entrées  | 245 439 076 $         | 1 104 054 072 $  |
| Transformers: The Last Knight (2017)              | 217 000 000 $   | 1 422 839 entrées  | 130 168 683 $         | 605 425 157 $    |
| Bumblebee (2018)                                  | 135 000 000 $   | 1 120 665 entrées  | 127 195 589 $         | 467 989 645 $    |
| Transformers: Rise of the Beasts (2023)           | 200 000 000 $   | 1 137 427 entrées  | 155 664 410 $         | 427 164 410 $    |
| Transformers : Le Commencement (2024)             |                 | 277 822 entrées    | 45 652 489 $          |                  |
| Totaux                                            | 1 307 000 000 $ | 13 158 179 entrées | 1 777 868 853 $       | 5 274 440 836 $  |